# Elongatoserixia flavosuturalis
Elongatoserixia flavosuturalis là một loài bọ cánh cứng trong họ Cerambycidae.